# خالد الشمري (لاعب كرة قدم كويتي)
خالد الشمري، من مواليد 2 فبراير 1977، لاعب كرة قدم كويتي سابق.
لعب لنادي الكويت الكويتي وإعتزل كرة القدم في عام 2013.
و قد كان مع منتخب الكويت لكرة القدم في كأس الخليج 2004، وكأس آسيا 2004، وفي يوم 5 ديسمبر 2008 أعلن اعتزاله اللعب دوليا بسبب تجاهل المدرب محمد إبراهيم لضمه إلى منتخب الكويت لكرة القدم.

## روابط خارجية
- خالد الشمري على موقع قاعدة بيانات كرة القدم.إي يو (الإنجليزية)
- خالد الشمري على موقع ناشيونال فوتبول تيمز (الإنجليزية)